# Diego Coronel
Diego Henrique Silva Cerqueira Martins  (Coração de Maria, 22 de janeiro de 1983), mais conhecido como  Diego Coronel, é um empresário e político brasileiro filiado ao Partido Social Democrático (PSD). Atualmente exerce o mandato de deputado federal pelo estado da Bahia. 
Nas eleições de 2022, foi candidato a deputado federal pelo PSD e foi eleito com 171.684 votos.
No dia 2 de julho de 2019, Diego Coronel teve o dedo do pé esfacelado após ser atingido por um cilindro de gás. Em seu perfil oficial no Instagram, o deputado informou que a cirurgia foi um sucesso.